# Fregona
Fregona (Fregona in veneto) è un comune italiano di 2 755 abitanti della provincia di Treviso in Veneto. Si tratta di un comune sparso in quanto sede comunale è la frazione Mezzavilla.

## Geografia fisica
Il territorio comunale si estende sull'area pedemontana a nord-est di Vittorio Veneto e su buona parte dell'altopiano del Cansiglio, comprese alcune delle cime che lo contornano; si tratta, in particolare, del Pizzoc (1.565 m), e del Millifret (1.581 m), la cui cima rappresenta il punto più elevato del comune. Per il resto, gli abitati sorgono su una zona collinare le cui altitudini superano raramente i 6–700 m.
La zona è ricca di fonti e corsi d'acqua, tra i quali spicca il torrente Carron, che nasce ai piedi del Pizzoc e scorre subito ad est. Altri torrenti degni di nota sono il Friga, il Vizza suo affluente, e il Caglieron con le relative grotte, un suggestivo insieme costituito da una forra naturale e da alcune cave da cui in passato si estraeva l'arenaria (detta localmente piera dolza). Merita un cenno anche il lago Madruc, piccolo specchio d'acqua artificiale sito nei pressi di Fratte.
Il Cansiglio rappresenta un inestimabile patrimonio naturalistico e proprio la porzione fregonese è tutelata da alcune aree protette: la Riserva naturale integrale Piaie Longhe-Millifret, la Riserva Statale Campo di Mezzo-Pian di Parrocchia e la Riserva naturale Bus della Genziana, quest'ultima uno dei rari esempi di riserva speleologica.

## Storia
Resti di utensili provano che la presenza umana a Fregona è radicata almeno dall'età del ferro. La zona era infatti assai favorevole all'insediamento, favorita dalla posizione soleggiata, dall'abbondanza di risorse idriche e dalla protezione data dai rilievi montuosi. Anche sotto i Romani la zona fu civilizzata: di questi resta traccia nella toponomastica e in alcune monete risalenti agli imperi di Tiberio e di Massimino il Trace. Il toponimo Fregona deriva probabilmente da antroponimo germanico: cfr. germanico Fridrich (Federico) poi Frigo, da cui l'accrescitivo Frigón; secondo altri dal torrente Friga (cfr. longobardo rig “solco”, “canale”); da reputarsi invece paretimologica l'ipotesi che derivi dal latino frīgŭs “freddo”, “fresco”, con suffisso.
Il toponimo potrebbe anche far riferimento alla presenza di un'antica area sacra dedicata a Frigg/Freja, importante divinità germanica della fertilità e risalente ai secoli di dominazione gotica e longobarda, quando popolazioni barbariche di etnia incerta si stanziarono nell'area del Vittoriese, dove venne istituito anche il Ducato longobardo di Ceneda. Gli idronimi Friga e Vizza come pure l'oronimo del Monte Pizzoc sembrano confermare una passata presenza più che marginale di popolazioni germaniche nella zona mentre una limitata ma accertata venerazione di culti pagani avvenuta presso questi popoli è alla base anche della famosa leggenda di Santa Augusta che narrerebbe che la santa, nata proprio a Fregona presso il Castello di Piai, fosse figlia di un re pagano di nome Madruch.
Appartenuta ai vescovi di Belluno, fu poi signoria dei conti da Montanara, i quali avevano eretto un fortilizio sopra l'attuale monte Castello, a Piai. I Montanara si spostarono più tardi a Camino di Oderzo, assumendo il nome di da Camino.
Dopo la morte di Rizzardo VI da Camino, Fregona seguì le sorti di Serravalle e passò sotto la Serenissima (1337).
Durante la Guerra della Lega di Cambrai (1509) un gruppo di eroici fregonesi, reclutati da Francesco Forte, liberò Serravalle dalle truppe di Massimiliano d'Asburgo. Venezia volle ricompensare il paese con una ducale (pergamena tuttora conservata nel municipio) con la quale si offrivano alla comunità numerosi privilegi, rimasti in vigore sino alla caduta della Repubblica (1797).

### Simboli
Lo stemma comunale, privo di un formale decreto di concessione, riporta due spade incrociate d'argento con le else d'oro poste dietro un castello rosso con merlatura guelfa. Le spade richiamano all'episodio della liberazione di Serravalle da parte di alcuni fregonesi; il castello rappresenta la fortezza caminese di Piai.
Il gonfalone è un drappo di azzurro.

## Monumenti e luoghi d'interesse

### Chiesa parrocchiale
La chiesa parrocchiale, intitolata all'Assunzione di Maria, ha origini antichissime, ma venne rifatta nel 1474 e riconsacrata l'anno dopo. Tra il 1797 e il 1820 fu ricostruita nelle forme attuali e di nuovo consacrata nel 1833. Notevole il campanile, costruito con blocchi di pietra estratta da cave della zona e terminato nel 1903. Da ricordare anche l'organo, opera di Zuane Limana (1783).
Citata per la prima volta in una bolla papale del 1182, la parrocchia ebbe come matrice la pieve di Sant'Andrea di Bigonzo, dalla quale si staccò già prima del mille. Comprendeva un territorio molto più vasto dell'attuale, estendendosi anche su Cappella Maggiore (staccatasi nel 1494), Montaner (1600), Osigo (1865) e Sonego (1951). In origine aveva forse sede nella chiesetta di San Martino di Mezzavilla, la quale aveva anche un proprio cimitero.

### Ville venete
Di seguito è riportato un elenco di ville venete presenti sul territorio del comune di Fregona:
- Villa Trojer Lucheschi De Mori Salvador[12] (XVII secolo)
- Casa Fossa[13] (Fratte, XVII secolo)
- Villa Dal Cin Giacomini Zanente Giustiniani[14] (Osigo, XV secolo)
- Villa Da Cason De Lorenzi Uliana Pizzol[15] (Fratte, XVII secolo)
- Villa Altan Pancetti[16] (Fratte, XVIII secolo)
- Villa Salvador[17] (Fratte, XVIII secolo)

## Società

### Evoluzione demografica
Abitanti censiti

### Etnie e minoranze straniere
Al 31 dicembre 2023 gli stranieri residenti nel comune erano 141, ovvero il 5,1% della popolazione. La comunità straniera più numerosa è quella proveniente dalla Romania con il 23,4% di tutti gli stranieri presenti sul territorio, seguita dal Marocco e dall'Ucraina..

## Cultura

### Cucina
Fregona è conosciuta per alcuni prodotti tipici, tra i quali spicca il Torchiato. Vino liquoroso ricavato dall'appassitura di alcune uve autoctone (prosecco, boschera, verdiso) è adatto per farsi accompagnare da dolci e formaggi.
Di un certo rilievo la produzione di formaggi, affidata principalmente alla cooperativa Agricansiglio con sede a Fratte. Tra gli altri, si ricordano con il marchio DOP Montasio e Casatella Trevigiana e con il marchio PAT l'inbriago e il moesin di Fregona (quest'ultimo esclusivo del comune).
Novità degli ultimi anni è la piantagione degli olivi, fenomeno che sta interessando tutte le zone delle prealpi bellunesi e vicentine.

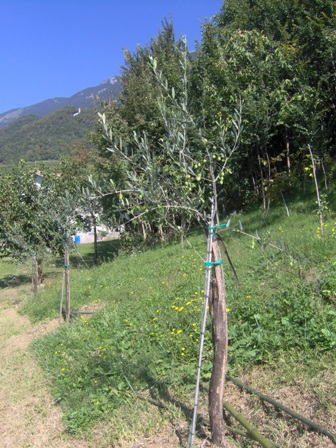
Coltivazione dell'olivo ad Osigo di Fregona; sullo sfondo il colle di San Daniele con l'omonima chiesa

### Eventi
Grazie alle sue particolarità territoriali, essendo posta tra collina e montagna, Fregona può offrire varie manifestazioni, sportive e non.
Molto conosciuto tra gli appassionati di auto per la storica Cronoscalata Vittorio Veneto-Cansiglio e per il Rally delle Prealpi Trevigiane, il comune è stato definito da varie testate sportive locali come la capitale della Sinistra Piave dei motori. Un'abitudine che si sta consolidando anno dopo anno è il Motor Evening, organizzato dalla consulta dello sport. Nella palestra comunale infatti c'è l'incontro tra i piloti del motomondiale e gli appassionati, mirato pure all'educazione stradale dei ragazzi con prove ed insegnamenti patrocinate dal comune e dalla provincia.
Molto importante è l'evento di trail running (prima Ecomaratona dei Cimbri, ora Troi dei Cimbri) che si svolge ogni settembre tra Mezzavilla e il Cansiglio e che richiama ogni anno moltissimi atleti ed appassionati.
Per quanto riguarda gli appuntamenti culturali è molto suggestiva e particolare la rappresentazione nei vari borghi del comune di alcune opere teatrali create da alcune compagnie della zona e non.
A cavallo tra aprile e maggio si svolge la Mostra del Torchiato, vetrina dei produttori per far assaggiare e conoscere il loro prodotto.
Le sagre paesane più importanti del comune sono quelle di Osigo (Ss. Giorgio e Daniele) e Fregona, che cadono nel mese di ottobre. Molto particolare è la gara dei "caretei" di Osigo, dove delle squadre composte da quattro giovani ciascuna si danno sfida spingendo delle botti lungo la "cal della cesa", una ripida e stretta salita che partendo dalla piazza porta fino alla chiesa. Questo evento sta raccogliendo ogni anno che passa sempre più consensi raccogliendo un buon numero di persone lungo il tragitto.

## Geografia antropica

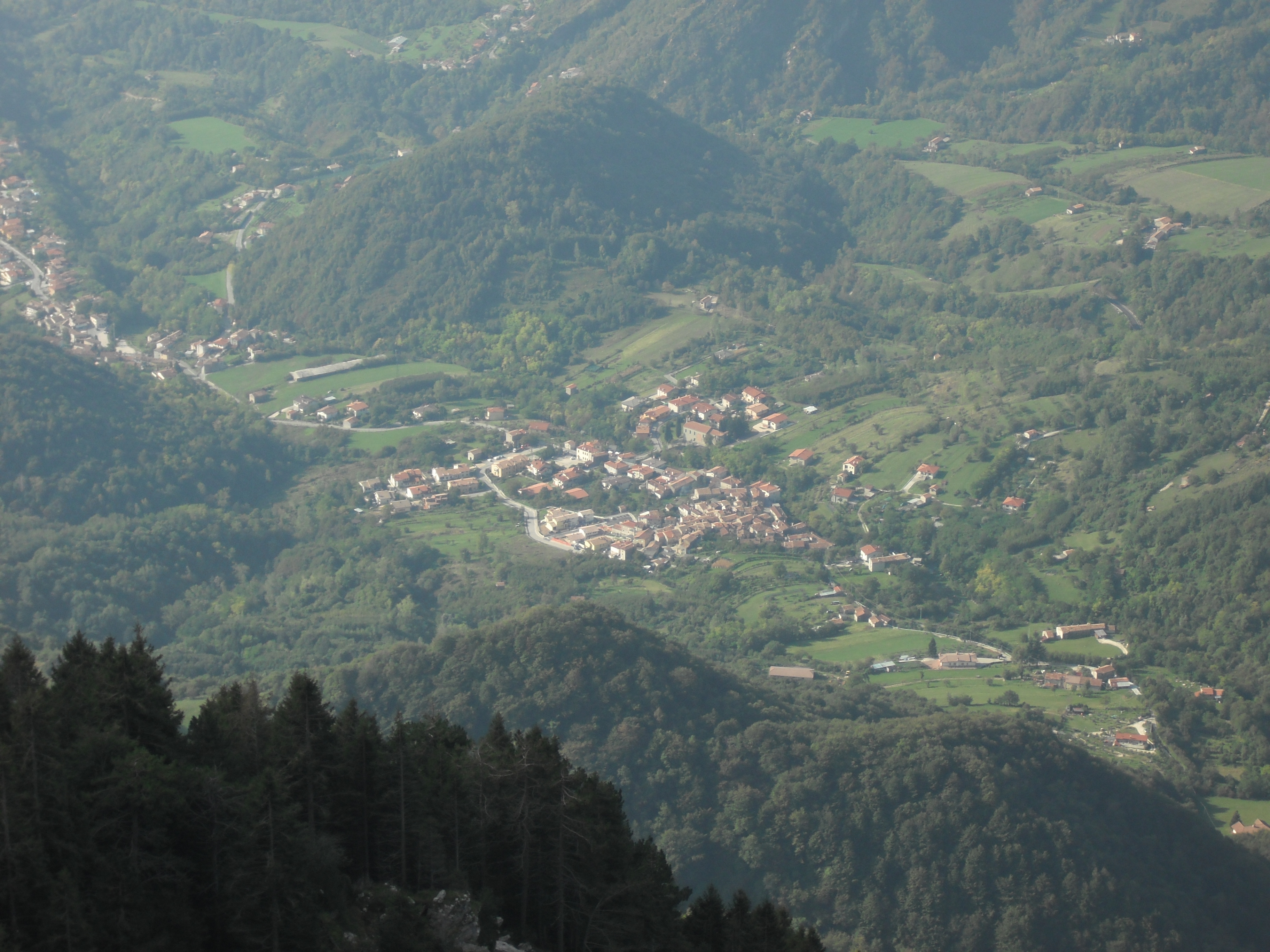
Sonego vista dal Pizzoc.

Lo statuto comunale non riporta alcuna frazione o località, tuttavia il comune è composto da numerosi paesi e borgatelle delle quali la più importante è quella omonima (dove si trova la parrocchia dell'Assunzione), che oggi comprende anche alcune località poste più a nord e un tempo distinte, come Mezzavilla (dove si trova il municipio), Piai (342 m) e Sonego (425 m). Sono invece ancora separate dal capoluogo:
- Breda (288 m, 36 ab.): piccolo nucleo ad ovest di Mezzavilla, in prossimità delle grotte del Caglieron.
- Buse (155 m, 21 ab.): minuscolo borgo tra Fratte e Montaner di Sarmede
- Ciser (450 m, 31 ab.): borgatella ad ovest di Sonego.
- Col d'Osigo (263 m, 26 ab.): piccolo abitato a sudest di Osigo.
- Fratte (170 m, 228 ab.): è l'abitato più meridionale, trovandosi appena oltre Anzano di Cappella Maggiore. Sviluppatosi lungo l'attuale via Fratte (SP 422) e alla sinistra del torrente Carron, vi si trova una modesta zona industriale.
- Luca (354 m, 59 ab.): villaggio oltre Osigo, verso Montaner di Sarmede. È posto sopra un colle da cui si domina la pianura veneta. Di interesse storico è la piccola chiesetta dedicata a san Luca.
- Osigo (327 m, 544 ab.): il secondo abitato più popolato, ad est di Mezzavilla
- Piai (342 m): sorge subito a nord di Mezzavilla, poco prima di Sonego.
- Sonego (425 m): altra grossa borgata a nord di Mezzavilla.

A questi vanno aggiunti anche i villaggi cimbri di Vallorch e Le Rotte, sul Cansiglio, abitati solo stagionalmente.

## Amministrazione
| Periodo | Periodo   | Primo cittadino | Partito      | Carica  | Note |
| ------- | --------- | --------------- | ------------ | ------- | ---- |
| 2024    | in carica | Giacomo De Luca | Lista civica | Sindaco |      |

### Gemellaggi
- Seyssel
- Court-Saint-Étienne